# Trentepohlia (Paramongoma) fuscipes
Trentepohlia (Paramongoma) fuscipes is een tweevleugelige uit de familie steltmuggen (Limoniidae). De soort komt voor in het Neotropisch gebied.